# Wilhelm Dörwald
Wilhelm Dörwald (13. Juli 1859 in Altona – 27. Januar 1917 in Nürnberg) war ein deutscher Opernsänger (Bariton).

## Leben
Dörwald, Sohn eines Glasmachers, erlernte den Beruf seines Vaters, in dem er sich geschickt und tüchtig erwies, erbte aber auch von diesem die musikalische Begabung und kraftvolle Energie. 18 Jahre alt, verließ der junge Mann das Vaterhaus und begab sich nach Aussig, wo er in einer Glasfabrik Stellung nahm. Dort besuchte er zum ersten Mal ein Theater und seit dieser Zeit stand fest, seine gesanglichen Fähigkeiten ebenfalls entwickeln zu wollen. Er kehrte nach Dresden, wohin die Familie übersiedelt war, zurück und während er seinem Beruf als Glasmacher weiter nachging, bot er alles auf, seine Stimme zu bilden.
Er nahm zuerst Unterricht bei Arnim von Böhme und wurde später, nachdem er 1882 seine Tätigkeit als Gewerbsmann völlig entsagt hatte, von Eugen Hildach weiter ausgebildet. Sein erstes Engagement an der in Elbing, wo er als einer der „Mönche“ in Hugenotten zum ersten Male auftrat. Bald darauf trat er in den Chor des königlichen Hoftheaters in Dresden, wurde auch vertragsmäßig als Kirchensänger in der Hofkirche verwendet, bis es ihm endlich gelang, als „Lohengrin“ in Dresden zu debütieren. Presse und Publikum nahmen die Leistung höchst beifällig auf und Dörwald sang die Rolle siebenmal hintereinander.
Um jedoch einen größeren Wirkungskreis zu finden, verließ er dieses Engagement, kam 1888 nach Lübeck, 1889 nach Mainz, 1891 nach Nürnberg, 1898 nach Bremen und von dort 1900 ans Hoftheater nach Karlsruhe. Von 1901 bis 1910 war dann noch am Opernhaus Breslau tätig.
Seine bekannten Partien waren der „Hans Sachs“ in den Meistersingern, im Fliegenden Holländer, der „Wotan“ im Nibelungenring, der „Zar“ in Lortzings Zar und Zimmermann, der „Hans Heiling“ in der gleichnamigen Oper von Marschner und der „Pizarro“ im Fidelio.
Seine Tochter war die Opernsängerin (Alt) Lotte Dörwald (1884–1951).